# Arouca
Marcos Arouca da Silva, mer känd som Arouca, född 11 augusti 1986, är en brasiliansk fotbollsspelare som spelar för Palmeiras.
Arouca debuterade för Brasiliens landslag den 7 september 2012 i en vinstmatch mot Sydafrika (1–0), där han byttes in i den 89:e minuten mot Neymar.